# Chamant
Chamant é uma comuna francesa na região administrativa de Altos da França, no departamento de Oise. Estende-se por uma área de 12 km². Em 2010 a comuna tinha 938 habitantes (densidade: 78,2 hab./km²).